# 新賢母良妻
《新賢母良妻》（韓語：신현모양처）是韓國MBC於2007年5月28日起播放的月火連續劇。

## 劇情介紹
景國姬雖然稱不上是一個賢妻良母，但她仍很努力去照顧他的丈夫許明必和兩個孩子，不過，明必已經對婚姻生活感到厭倦了。有一次，他與任泰蘭的外遇被國姬撞披了，傷心的國姬走去與居所附近的幾位婦人組成了賢妻良母未達俱樂部，她希望透過俱樂部的活動來散心。這個組織的成員逐漸團結起來，一起去解決各人所面對的種種問題，連充滿正義感的朴碩斗也來幫忙......

## 演員陣容

### 主要角色
| 演員   | 角色   | 介紹 |
| 姜成妍 | 景國姬 | 作为鳏夫父亲的独生女儿，自幼梦想成为“贤妻良母”。端庄文静，满怀小市民的梦想，丝毫没有存在感。但她却有自己的信念，那就是“重要的是忠于自己的感受”。大学时代，在歌曲兴趣小组遇到了身为会长的潇洒师兄许明必。她想成为这个男人的妻子，想成为贤妻良母。跟明必结婚后，國姬肩上的担子越来越重。丈夫虽是潇洒的男人，在社会上获得成功，在家却总是于事无补。夫妻吵架日渐增多，压力和失误也与日俱增，但丈夫只知道一味地责怪她。虽然國姬把一切不满埋藏在心底，但渐渐开始怨恨丈夫... |
| 金浩鎮 | 許明必 | 从小学起就一直是名列全校第一的尖子生，作为第一名考入首尔大学法律系。 可谓是鸡窝里飞出的金凤凰。有领袖气质，大度豪爽，喜欢出头露面，不管到哪都充当带头人。擅长各种杂七杂八的技艺，喜欢玩乐，精通各种体育项目。他因此在司法考试中落榜，为了不给做小生意供养自己的父母增添负担，通过了报社的考试。放弃在兴趣小组里倾慕的泰蘭后，和國姬恋爱并结婚。他本以为自己的人生会这样无波无澜地流逝过去，就在这时遇到了人生中的难关。人生原来这么枯燥贫瘠，令人郁闷...对明必来说，泰蘭从某一天起成为挽救自己的对象... |
| 金太娟 | 任泰蘭 | 生长于江南富人区，毕业于知名初中和外语高中，考入首尔大学法律系。美貌出众，无可挑剔，是个鹤立鸡群的魅力女郎。无论是有妇之夫还是未婚男子，她是所有男子都梦寐以求的21世纪新贤妻良母，最佳新娘人选。同时她还是成功的剧作家，单身贵族。讲究时尚，性感而充满知性，聪明而善解人意。她在任何地方都受到男人们的瞩目。上大学时曾与兴趣小组的会长、帅哥明必相恋。在自己的偶像明必放弃司法考试，改考报社后，失望地离他而去。但明必与兴趣小组中不引人注意的國姬结婚后，过得很幸福。毫无缺憾、应有尽有的泰兰总是感到心里有些空落落的... 她在海边与國姬及不够格俱乐部的女人们相遇并成为朋友。同时，她还是國姬那栋公寓的班长和完美母亲等人子女的英语家教老师 |
| 金男珍 | 朴碩斗 | 因为父亲是外交官，他从小就在意大利、美国、日本和非洲等外国生活。总是丰衣足食，无忧无虑，天生乐观而自由奔放。很帅很酷，成为已婚妇女的偶像！在大家都羡慕他拥有的一切时，他看着理解他的孤独、提醒他家人珍贵的國姬，因彼此心中的孤独感到同病相怜。他想平息國姬内心的痛苦，充满正义感... |

## 外部連結
- 韓國MBC官方網站 （页面存档备份，存于） 

| MBC 月火劇                              | MBC 月火劇                                     | MBC 月火劇 |
| --------------------------------------- | ---------------------------------------------- | ---------- |
|                                         | 新賢母良妻 （2007年5月28日 - 2007年6月26日）   |            |
| H.I.T （2007年3月19日 - 2007年5月22日） | 咖啡王子1號店 （2007年7月2日 - 2007年8月28日） |            |